# Leon VI. (Armenien)

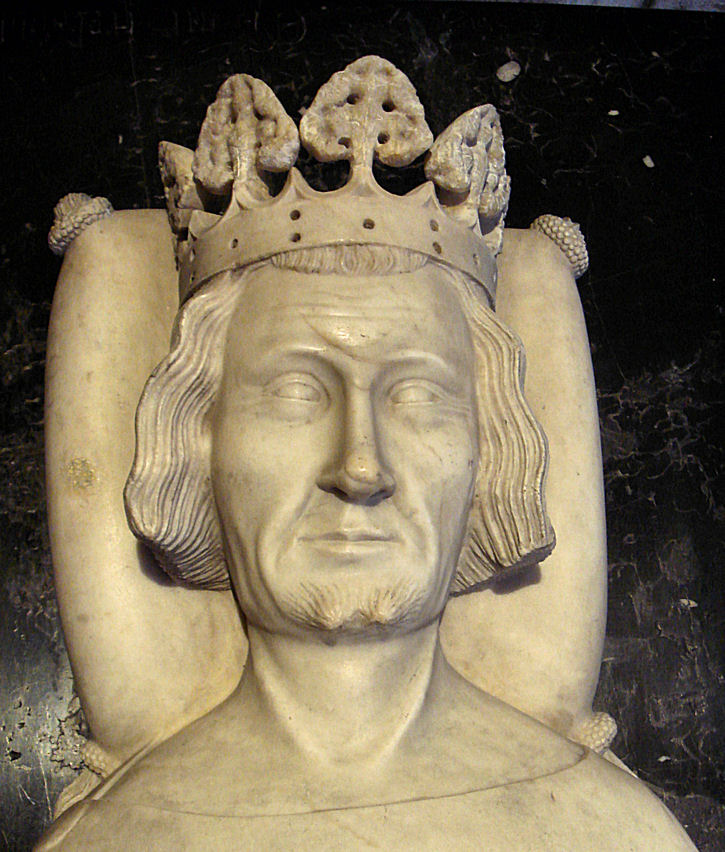
Büste Leons VI. von Armenien in Saint-Denis

Leon VI. (* 1342; † 29. November 1393 in Calais) war als Leon V. der letzte König von Kleinarmenien, der dort die Herrschaft ausübte.
Sein Vater war Johann von Lusignan († 1343), Konstabler und Regent von Kleinarmenien, aus der Linie Lusignan, ein Sohn des Amalrich von Tyrus und Enkel des Hugo III. von Zypern. Seine Mutter war Soldane, die Tochter des Königs Giorgi V. von Georgien. Leon war ein Neffe väterlicherseits des Königs Konstantin IV. von Kleinarmenien (alias Guido von Lusignan), dessen Nachfolge er 1374 antrat.
Schon 1375 wurde sein Land vom Mamlukensultanat Kairo erobert. Leon wurde als König gestürzt und sein Land von den Mamluken annektiert. Er selbst verblieb die nächsten sieben Jahre als Gefangener in Ägypten, bis ihn König Johann I. von Kastilien 1382 auslöste. Er starb 1393 als Persönlichkeit am Hof von König Karl V. von Frankreich in Paris. König Karl VI. ließ ihn im Zölestinerkloster, der Nekropole des Hauses von Orléans, beisetzen. Die Französische Revolution überstand nur die Grabplatte. Im 19. Jahrhundert wurde ihm als einzigem nicht-französischen König in der Kathedrale von Saint-Denis ein Mausoleum errichtet. 